# Imanol Iriberri
Imanol Iriberri (Mar del Plata, 4 marzo 1987) è un calciatore argentino, attaccante del Círculo Dep. (O).

## Carriera
Ha giocato nella massima serie dei campionati paraguaiano, colombiano, ecuadoriano, boliviano, portoghese ed azero.